# Martin-chasseur de Java
Halcyon cyanoventris
Espèce
Statut de conservation UICN

 LC  : Préoccupation mineure
Le Martin-chasseur de Java (Halcyon cyanoventris) est une espèce d'oiseau appartenant à la famille des Alcedinidae.

## Description

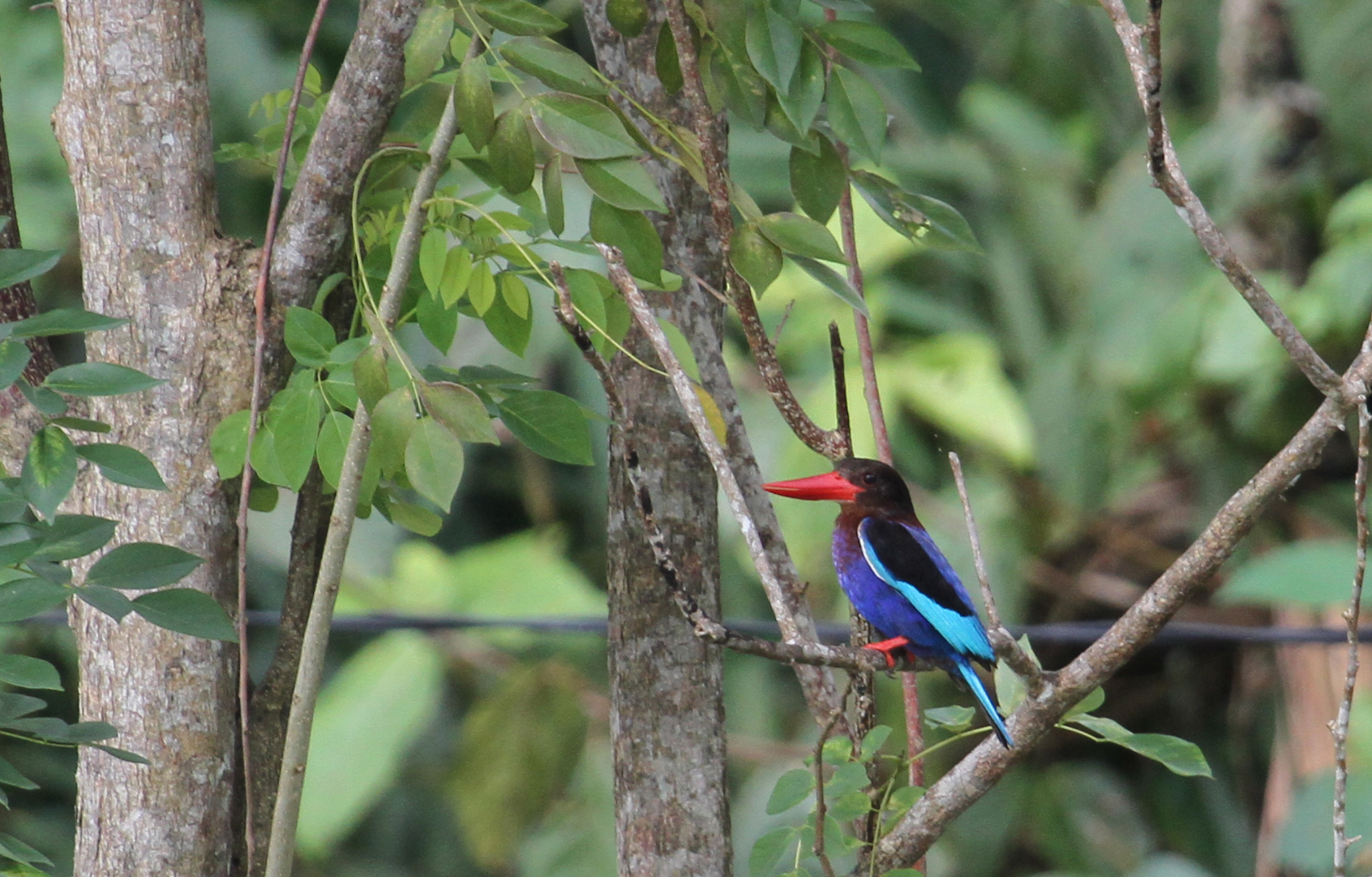
Martin-chasseur de Java à Ubud, Bali.

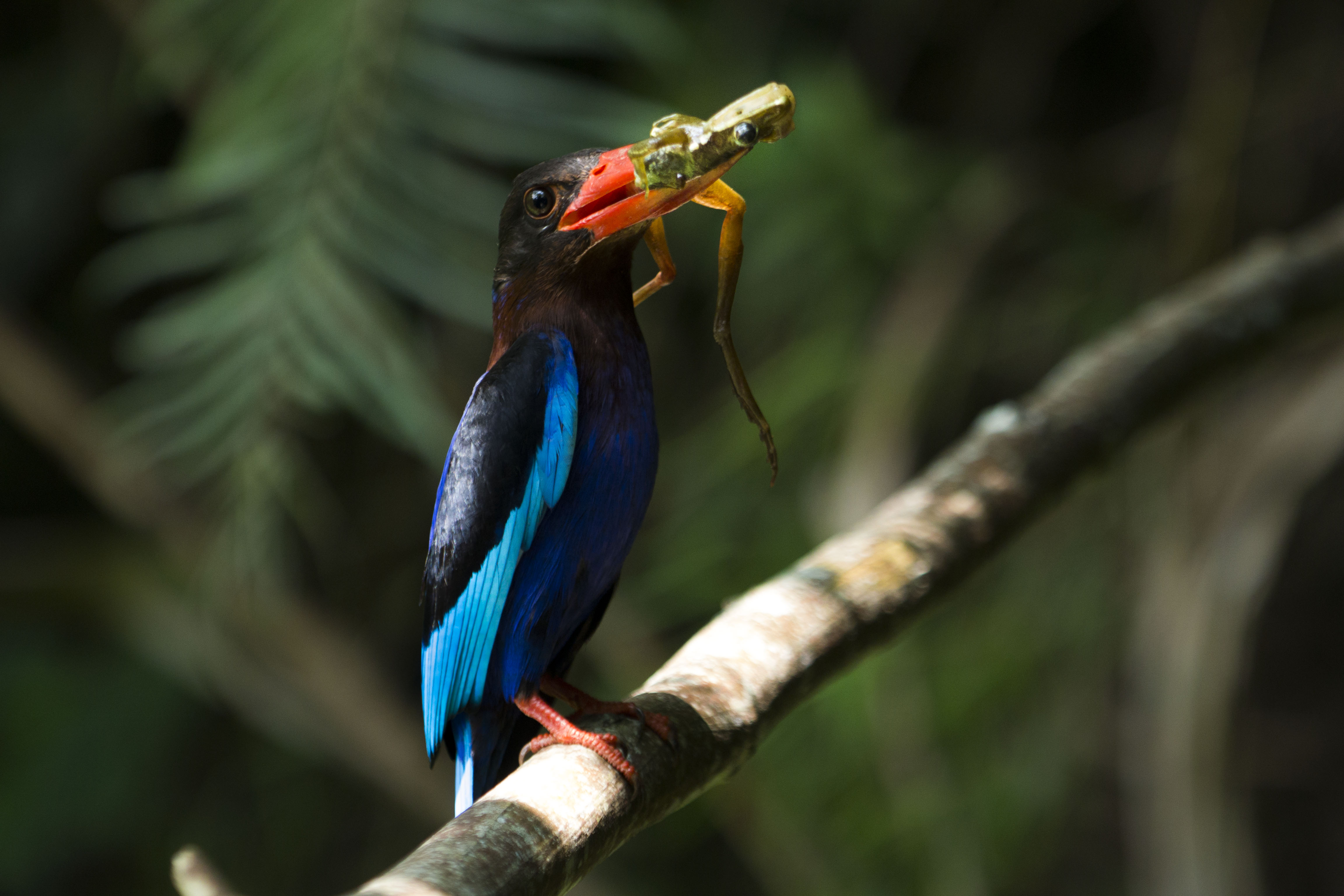
Un martin-chasseur de Java en Indonésie. Février 2019.

Le Martin-chasseur de Java peut atteindre une taille de 27 cm. Il possède un imposant bec rouge, une calotte noire, une poitrine lilas et des ailes bleu-clair. Il est très actif dans les rizières.

## Répartition
Cette espèce se trouve en Indonésie (Java et Bali notamment).